# Madracis hellana
Espèce
Statut CITES
Madracis hellana est une espèce de coraux appartenant à la famille des Astrocoeniidae ou la famille Pocilloporidae.